# أكبر أباد (همبرات)
أکبر أباد (بالفارسية: اکبرآباد) هي قرية تقع في إيران في قسم همبرات الريفي.